# 服部保俊
服部 保俊（はっとり やすとし、天文6年（1537年） - 永禄3年（1560年））は戦国時代の武将。通称市平。

## 概要
服部保長の長男で徳川家康に仕えた。永禄3年（1560年）三河国高橋合戦で24歳にして討死した 。法名道元。高野山へ葬られた。
子に服部保英（市郎右衛門）がいる。